# Valeriana tomentosa
Valeriana tomentosa är en kaprifolväxtart som beskrevs av Carl Sigismund Kunth. Valeriana tomentosa ingår i släktet vänderötter, och familjen kaprifolväxter. Inga underarter finns listade i Catalogue of Life.